# Pop Smoke/Auszeichnungen für Musikverkäufe

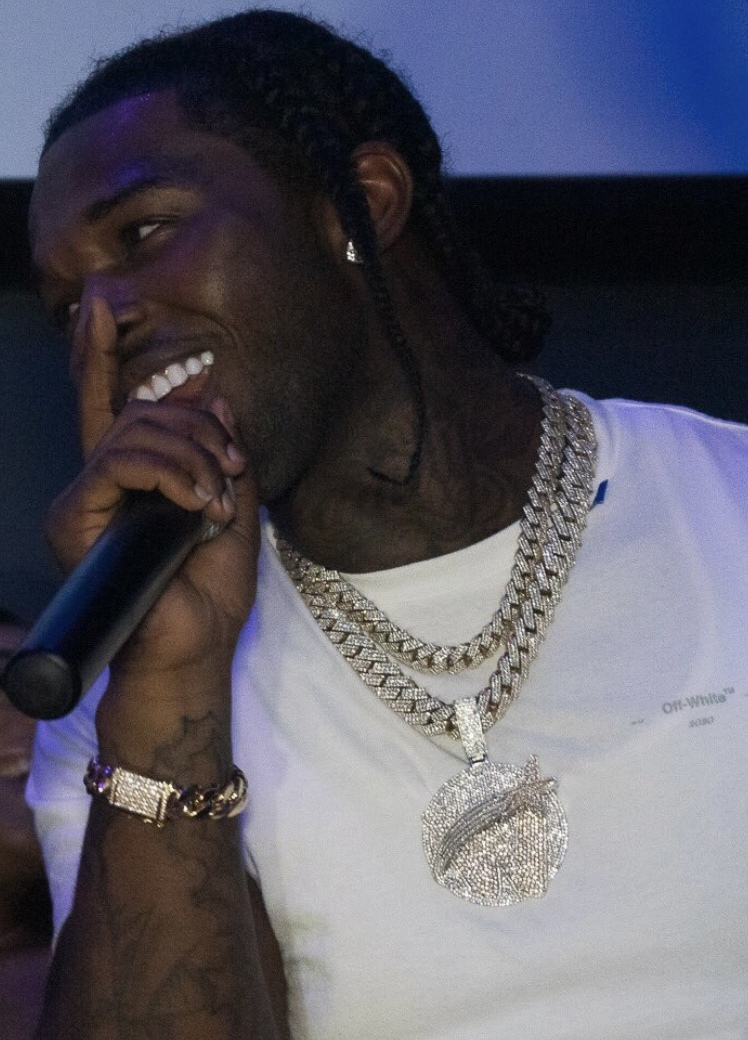
Pop Smoke (2020)

Dies ist eine Übersicht über die Auszeichnungen für Musikverkäufe des US-amerikanischen Rappers Pop Smoke. Die Auszeichnungen finden sich nach ihrer Art (Gold, Platin usw.), nach Staaten getrennt in chronologischer Reihenfolge, geordnet sowie nach den Tonträgern selbst, ebenfalls in chronologischer Reihenfolge, getrennt nach Medium (Alben, Singles usw.), wieder.

## Auszeichnungen
| - Vereinigtes Königreich - 2021: für das Lied Something Special - 2021: für die Single Enjoy Yourself - 2022: für das Lied Gatti - 2022: für das Lied Get Back - 2023: für die Single Slide (Remix) - 2023: für die Single Shake the Room - 2023: für die Single War - 2023: für das Lied Woo Baby - 2023: für das Lied Show Out - 2023: für das Lied Gangstas - 2024: für das Album Faith - 2024: für das Album Meet the Woo - 2025: für die Single Zoo York - Australien - 2021: für die Single Enjoy Yourself - 2021: für das Lied Got It on Me - 2021: für das Lied Something Special - 2021: für die Single Hello - Belgien - 2021: für die Single What You Know Bout Love - 2021: für das Album Shoot for the Stars, Aim for the Moon - Brasilien - 2024: für das Lied Invincible - 2024: für das Lied Paranoia - 2024: für die Single Hello - 2024: für das Lied Got It on Me - Dänemark - 2020: für das Lied Paranoia - 2022: für das Lied Get Back - 2022: für das Album Faith - 2023: für das Lied Gatti - 2024: für das Lied Gangstas - Deutschland - 2022: für die Single For The Night - 2022: für die Single What You Know Bout Love - 2023: für das Album Shoot for the Stars, Aim for the Moon - 2023: für das Lied Invincible - 2023: für die Single Hello - 2023: für die Single Mood Swings - Frankreich - 2022: für das Lied Gatti - 2022: für das Album Meet the Woo 2 - 2022: für das Lied Get Back - 2023: für das Lied Gangstas - 2024: für das Lied Got It on Me - 2024: für das Lied Element - Griechenland - 2021: für das Lied Gatti - 2021: für das Lied Got It on Me - 2021: für die Single Hello - 2021: für die Single Mood Swings - 2021: für die Single The Woo - 2021: für die Single What You Know Bout Love - 2021: für das Lied Invincible - Island - 2022: für das Album Shoot for the Stars, Aim for the Moon - Italien - 2021: für die Single Mood Swings - 2021: für die Single Hello - 2021: für die Single The Woo - 2022: für das Lied Invincible - 2023: für das Lied Gatti - 2023: für das Album Meet the Woo 2 - 2024: für das Lied Gangstas - 2024: für das Lied Got It on Me - 2024: für das Lied Element - Kanada - 2020: für das Album Meet the Woo 2 - 2020: für die Single Mood Swings - Neuseeland - 2020: für die Single Mood Swings - 2020: für die Single The Woo - 2022: für die Single Enjoy Yourself - 2023: für das Album Faith - Österreich - 2021: für die Single For The Night - 2021: für die Single Mood Swings - 2021: für die Single What You Know Bout Love - Polen - 2023: für das Album Meet the Woo - 2023: für das Album Meet the Woo 2 - 2023: für die Single Hello - 2023: für das Lied Get Back - 2023: für das Lied Element - 2024: für die Single Mood Swings - 2024: für das Lied Got It on Me - 2024: für die Single Welcome to the Party - 2024: für das Lied Gangstas - Portugal - 2021: für die Single Hello - 2021: für das Lied Invincible - 2022: für das Lied Element - 2022: für das Lied Got It on Me - 2022: für die Single Welcome to the Party - 2022: für die Single Enjoy Yourself - Schweden - 2020: für das Lied Got It on Me - 2020: für die Single The Woo - 2021: für das Album Meet the Woo 2 - Spanien - 2024: für die Single Dior - 2024: für die Single For The Night - 2024: für die Single Mood Swings - 2024: für die Single What You Know Bout Love - 2024: für das Lied Invincible - Vereinigte Staaten - 2020: für das Album Meet the Woo 2 - 2020: für die Single Shake the Room - 2024: für das Lied Clueless - 2025: für die Single Sunshine - Vereinigtes Königreich - 2021: für das Album Meet the Woo 2 - 2023: für das Lied Invincible - 2023: für das Lied Element - 2024: für die Single Hello - 2024: für die Single Welcome to the Party - 2024: für das Lied Got It on Me | - Australien - 2021: für die Single Dior - 2021: für die Single The Woo - 2021: für das Album Shoot for the Stars, Aim for the Moon - Brasilien - 2024: für die Single Mood Swings - 2024: für die Single The Woo - 2024: für die Single Dior - Dänemark - 2021: für die Single For The Night - 2021: für die Single Dior - 2021: für die Single Mood Swings - 2021: für die Single What You Know Bout Love - 2023: für das Album Meet the Woo - 2023: für die Single The Woo - 2024: für das Lied Invincible - 2024: für das Lied Element - 2024: für das Lied Got It on Me - Deutschland - 2023: für die Single Dior - Frankreich - 2023: für das Lied Invincible - 2024: für die Single Mood Swings - 2024: für die Single The Woo - 2025: für die Single Hello - Griechenland - 2022: für das Lied Element - Italien - 2021: für die Single What You Know Bout Love - 2021: für das Album Shoot for the Stars, Aim for the Moon - 2021: für die Single For The Night - 2021: für die Single Dior - Kanada - 2022: für die Single Zoo York - Neuseeland - 2022: für das Album Meet the Woo 2 - Polen - 2021: für die Single What You Know Bout Love - 2023: für das Album Shoot for the Stars, Aim for the Moon - 2024: für die Single For The Night - 2024: für das Lied Gatti - 2024: für das Lied Invincible - Portugal - 2021: für die Single Dior - 2024: für das Album Shoot for the Stars, Aim for the Moon - Schweden - 2020: für die Single Dior - 2020: für die Single For The Night - 2020: für die Single Mood Swings - 2020: für die Single What You Know Bout Love - 2021: für das Album Shoot for the Stars, Aim for the Moon - Vereinigte Staaten - 2021: für die Single Welcome to the Party - 2021: für das Lied Something Special - 2021: für die Single Hello - 2021: für das Lied Got It on Me - 2022: für die Single Zoo York - Vereinigtes Königreich - 2021: für die Single For The Night - 2022: für die Single The Woo | - Australien - 2021: für die Single For The Night - 2021: für die Single Mood Swings - 2021: für die Single What You Know Bout Love - Dänemark - 2025: für das Album Meet the Woo 2 - Griechenland - 2021: für die Single For The Night - Polen - 2024: für die Single Dior - Portugal - 2021: für die Single Mood Swings - 2021: für die Single For The Night - 2022: für die Single What You Know Bout Love - 2022: für die Single The Woo - Vereinigte Staaten - 2021: für die Single The Woo - 2021: für die Single What You Know Bout Love - 2021: für das Album Shoot for the Stars, Aim for the Moon - 2024: für das Lied Gatti - Vereinigtes Königreich - 2024: für die Single Mood Swings - 2024: für das Album Shoot for the Stars, Aim for the Moon - 2024: für die Single What You Know Bout Love - 2024: für die Single Dior - Brasilien - 2024: für die Single What You Know Bout Love - Frankreich - 2025: für das Album Shoot for the Stars, Aim for the Moon - Griechenland - 2022: für die Single Dior - Kanada - 2021: für die Single What You Know Bout Love - 2021: für das Album Shoot for the Stars, Aim for the Moon - Neuseeland - 2023: für die Single For The Night - Vereinigte Staaten - 2021: für die Single Dior - 2021: für die Single Mood Swings - Kanada - 2023: für die Single Hello - Neuseeland - 2024: für die Single What You Know Bout Love - 2025: für die Single Dior - Dänemark - 2024: für das Album Shoot for the Stars, Aim for the Moon - Neuseeland - 2025: für das Album Shoot for the Stars, Aim for the Moon - Vereinigte Staaten - 2023: für die Single For The Night - Brasilien - 2024: für die Single For The Night - Frankreich - 2021: für die Single Dior - 2023: für die Single What You Know Bout Love - 2023: für die Single For The Night |

## Auszeichnungen nach Alben

### Meet the Woo
| Land/Region                  | Auszeichnungen für Musikverkäufe (Land/Region, Auszeichnung, Verkäufe) | Verkäufe |
| ---------------------------- | ---------------------------------------------------------------------- | -------- |
| Dänemark (IFPI)              | Platin                                                                 | 20.000   |
| Polen (ZPAV)                 | Gold                                                                   | 10.000   |
| Vereinigtes Königreich (BPI) | Silber                                                                 | 60.000   |
| Insgesamt                    | 1× Silber · 1× Gold · 1× Platin ·                                      | 90.000   |

### Meet the Woo 2
| Land/Region                  | Auszeichnungen für Musikverkäufe (Land/Region, Auszeichnung, Verkäufe) | Verkäufe |
| ---------------------------- | ---------------------------------------------------------------------- | -------- |
| Dänemark (IFPI)              | 2× Platin                                                              | 40.000   |
| Frankreich (SNEP)            | Gold                                                                   | 50.000   |
| Italien (FIMI)               | Gold                                                                   | 25.000   |
| Kanada (MC)                  | Gold                                                                   | 40.000   |
| Neuseeland (RMNZ)            | Platin                                                                 | 15.000   |
| Polen (ZPAV)                 | Gold                                                                   | 10.000   |
| Schweden (IFPI)              | Gold                                                                   | 15.000   |
| Vereinigte Staaten (RIAA)    | Gold                                                                   | 500.000  |
| Vereinigtes Königreich (BPI) | Gold                                                                   | 100.000  |
| Insgesamt                    | 7× Gold · 3× Platin ·                                                  | 795.000  |

### Shoot for the Stars, Aim for the Moon
| Land/Region                  | Auszeichnungen für Musikverkäufe (Land/Region, Auszeichnung, Verkäufe) | Verkäufe  |
| ---------------------------- | ---------------------------------------------------------------------- | --------- |
| Australien (ARIA)            | Platin                                                                 | 70.000    |
| Belgien (BRMA)               | Gold                                                                   | 10.000    |
| Dänemark (IFPI)              | 5× Platin                                                              | 100.000   |
| Deutschland (BVMI)           | Gold                                                                   | 100.000   |
| Frankreich (SNEP)            | 3× Platin                                                              | 300.000   |
| Island (IFPI)                | Gold                                                                   | 2.500     |
| Italien (FIMI)               | Platin                                                                 | 50.000    |
| Kanada (MC)                  | 3× Platin                                                              | 240.000   |
| Neuseeland (RMNZ)            | 6× Platin                                                              | 90.000    |
| Polen (ZPAV)                 | Platin                                                                 | 20.000    |
| Portugal (AFP)               | Platin                                                                 | 7.000     |
| Schweden (IFPI)              | Platin                                                                 | 30.000    |
| Vereinigte Staaten (RIAA)    | 2× Platin                                                              | 2.000.000 |
| Vereinigtes Königreich (BPI) | 2× Platin                                                              | 600.000   |
| Insgesamt                    | 3× Gold · 26× Platin ·                                                 | 3.619.500 |

### Faith
| Land/Region                  | Auszeichnungen für Musikverkäufe (Land/Region, Auszeichnung, Verkäufe) | Verkäufe |
| ---------------------------- | ---------------------------------------------------------------------- | -------- |
| Dänemark (IFPI)              | Gold                                                                   | 10.000   |
| Neuseeland (RMNZ)            | Gold                                                                   | 7.500    |
| Vereinigtes Königreich (BPI) | Silber                                                                 | 60.000   |
| Insgesamt                    | 1× Silber · 2× Gold ·                                                  | 77.500   |

## Auszeichnungen nach Singles

### Welcome to the Party
| Land/Region                  | Auszeichnungen für Musikverkäufe (Land/Region, Auszeichnung, Verkäufe) | Verkäufe  |
| ---------------------------- | ---------------------------------------------------------------------- | --------- |
| Polen (ZPAV)                 | Gold                                                                   | 25.000    |
| Portugal (AFP)               | Gold                                                                   | 5.000     |
| Vereinigte Staaten (RIAA)    | Platin                                                                 | 1.000.000 |
| Vereinigtes Königreich (BPI) | Gold                                                                   | 400.000   |
| Insgesamt                    | 3× Gold · 1× Platin ·                                                  | 1.430.000 |

### Dior
| Land/Region                  | Auszeichnungen für Musikverkäufe (Land/Region, Auszeichnung, Verkäufe) | Verkäufe  |
| ---------------------------- | ---------------------------------------------------------------------- | --------- |
| Australien (ARIA)            | Platin                                                                 | 70.000    |
| Brasilien (PMB)              | Platin                                                                 | 40.000    |
| Dänemark (IFPI)              | Platin                                                                 | 90.000    |
| Deutschland (BVMI)           | Platin                                                                 | 400.000   |
| Frankreich (SNEP)            | Diamant                                                                | 333.333   |
| Griechenland (IFPI)          | 3× Platin                                                              | 60.000    |
| Italien (FIMI)               | Platin                                                                 | 70.000    |
| Neuseeland (RMNZ)            | 4× Platin                                                              | 120.000   |
| Polen (ZPAV)                 | 2× Platin                                                              | 100.000   |
| Portugal (AFP)               | Platin                                                                 | 10.000    |
| Schweden (IFPI)              | Platin                                                                 | 80.000    |
| Spanien (Promusicae)         | Gold                                                                   | 30.000    |
| Vereinigte Staaten (RIAA)    | 3× Platin                                                              | 3.000.000 |
| Vereinigtes Königreich (BPI) | Platin                                                                 | 600.000   |
| Insgesamt                    | 1× Gold · 20× Platin · 1× Diamant ·                                    | 5.003.333 |

### War
| Land/Region                  | Auszeichnungen für Musikverkäufe (Land/Region, Auszeichnung, Verkäufe) | Verkäufe |
| ---------------------------- | ---------------------------------------------------------------------- | -------- |
| Vereinigtes Königreich (BPI) | Silber                                                                 | 200.000  |
| Insgesamt                    | 1× Silber ·                                                            | 200.000  |

### Slide (Remix)
| Land/Region                  | Auszeichnungen für Musikverkäufe (Land/Region, Auszeichnung, Verkäufe) | Verkäufe |
| ---------------------------- | ---------------------------------------------------------------------- | -------- |
| Vereinigtes Königreich (BPI) | Silber                                                                 | 200.000  |
| Insgesamt                    | 1× Silber ·                                                            | 200.000  |

### Shake the Room
| Land/Region                  | Auszeichnungen für Musikverkäufe (Land/Region, Auszeichnung, Verkäufe) | Verkäufe |
| ---------------------------- | ---------------------------------------------------------------------- | -------- |
| Vereinigte Staaten (RIAA)    | Gold                                                                   | 500.000  |
| Vereinigtes Königreich (BPI) | Silber                                                                 | 200.000  |
| Insgesamt                    | 1× Silber · 1× Gold ·                                                  | 700.000  |

### Zoo York
| Land/Region                  | Auszeichnungen für Musikverkäufe (Land/Region, Auszeichnung, Verkäufe) | Verkäufe  |
| ---------------------------- | ---------------------------------------------------------------------- | --------- |
| Kanada (MC)                  | Platin                                                                 | 80.000    |
| Vereinigte Staaten (RIAA)    | Platin                                                                 | 1.000.000 |
| Vereinigtes Königreich (BPI) | Silber                                                                 | 200.000   |
| Insgesamt                    | 1× Silber · 2× Platin ·                                                | 1.280.000 |

### Enjoy Yourself
| Land/Region                  | Auszeichnungen für Musikverkäufe (Land/Region, Auszeichnung, Verkäufe) | Verkäufe |
| ---------------------------- | ---------------------------------------------------------------------- | -------- |
| Australien (ARIA)            | Gold                                                                   | 35.000   |
| Neuseeland (RMNZ)            | Gold                                                                   | 15.000   |
| Portugal (AFP)               | Gold                                                                   | 5.000    |
| Vereinigtes Königreich (BPI) | Silber                                                                 | 200.000  |
| Insgesamt                    | 1× Silber · 3× Gold ·                                                  | 255.000  |

### For the Night
| Land/Region                  | Auszeichnungen für Musikverkäufe (Land/Region, Auszeichnung, Verkäufe) | Verkäufe  |
| ---------------------------- | ---------------------------------------------------------------------- | --------- |
| Australien (ARIA)            | 2× Platin                                                              | 140.000   |
| Brasilien (PMB)              | Diamant                                                                | 160.000   |
| Dänemark (IFPI)              | Platin                                                                 | 90.000    |
| Deutschland (BVMI)           | Gold                                                                   | 200.000   |
| Frankreich (SNEP)            | Diamant                                                                | 333.333   |
| Griechenland (IFPI)          | 2× Platin                                                              | 40.000    |
| Italien (FIMI)               | Platin                                                                 | 70.000    |
| Neuseeland (RMNZ)            | 3× Platin                                                              | 90.000    |
| Österreich (IFPI)            | Gold                                                                   | 15.000    |
| Polen (ZPAV)                 | Platin                                                                 | 50.000    |
| Portugal (AFP)               | 2× Platin                                                              | 20.000    |
| Schweden (IFPI)              | Platin                                                                 | 80.000    |
| Spanien (Promusicae)         | Gold                                                                   | 30.000    |
| Vereinigte Staaten (RIAA)    | 8× Platin                                                              | 8.000.000 |
| Vereinigtes Königreich (BPI) | Platin                                                                 | 600.000   |
| Insgesamt                    | 3× Gold · 22× Platin · 2× Diamant ·                                    | 9.918.333 |

### The Woo
| Land/Region                  | Auszeichnungen für Musikverkäufe (Land/Region, Auszeichnung, Verkäufe) | Verkäufe  |
| ---------------------------- | ---------------------------------------------------------------------- | --------- |
| Australien (ARIA)            | Platin                                                                 | 70.000    |
| Brasilien (PMB)              | Platin                                                                 | 40.000    |
| Dänemark (IFPI)              | Platin                                                                 | 90.000    |
| Frankreich (SNEP)            | Platin                                                                 | 200.000   |
| Griechenland (IFPI)          | Gold                                                                   | 10.000    |
| Italien (FIMI)               | Gold                                                                   | 35.000    |
| Neuseeland (RMNZ)            | Gold                                                                   | 15.000    |
| Portugal (AFP)               | 2× Platin                                                              | 20.000    |
| Schweden (IFPI)              | Gold                                                                   | 40.000    |
| Vereinigte Staaten (RIAA)    | 2× Platin                                                              | 2.000.000 |
| Vereinigtes Königreich (BPI) | Platin                                                                 | 600.000   |
| Insgesamt                    | 4× Gold · 9× Platin ·                                                  | 3.120.000 |

### Mood Swings
| Land/Region                  | Auszeichnungen für Musikverkäufe (Land/Region, Auszeichnung, Verkäufe) | Verkäufe  |
| ---------------------------- | ---------------------------------------------------------------------- | --------- |
| Australien (ARIA)            | 2× Platin                                                              | 140.000   |
| Brasilien (PMB)              | Platin                                                                 | 40.000    |
| Dänemark (IFPI)              | Platin                                                                 | 90.000    |
| Deutschland (BVMI)           | Gold                                                                   | 200.000   |
| Frankreich (SNEP)            | Platin                                                                 | 200.000   |
| Griechenland (IFPI)          | Gold                                                                   | 10.000    |
| Italien (FIMI)               | Gold                                                                   | 35.000    |
| Kanada (MC)                  | Gold                                                                   | 40.000    |
| Neuseeland (RMNZ)            | Gold                                                                   | 15.000    |
| Österreich (IFPI)            | Gold                                                                   | 15.000    |
| Polen (ZPAV)                 | Gold                                                                   | 25.000    |
| Portugal (AFP)               | 2× Platin                                                              | 20.000    |
| Schweden (IFPI)              | Platin                                                                 | 80.000    |
| Spanien (Promusicae)         | Gold                                                                   | 30.000    |
| Vereinigte Staaten (RIAA)    | 3× Platin                                                              | 3.000.000 |
| Vereinigtes Königreich (BPI) | 2× Platin                                                              | 1.200.000 |
| Insgesamt                    | 8× Gold · 13× Platin ·                                                 | 5.140.000 |

### What You Know Bout Love
| Land/Region                  | Auszeichnungen für Musikverkäufe (Land/Region, Auszeichnung, Verkäufe) | Verkäufe  |
| ---------------------------- | ---------------------------------------------------------------------- | --------- |
| Australien (ARIA)            | 2× Platin                                                              | 140.000   |
| Belgien (BRMA)               | Gold                                                                   | 20.000    |
| Brasilien (PMB)              | 3× Platin                                                              | 120.000   |
| Dänemark (IFPI)              | Platin                                                                 | 90.000    |
| Deutschland (BVMI)           | Gold                                                                   | 200.000   |
| Frankreich (SNEP)            | Diamant                                                                | 333.333   |
| Griechenland (IFPI)          | Gold                                                                   | 10.000    |
| Italien (FIMI)               | Platin                                                                 | 70.000    |
| Kanada (MC)                  | 3× Platin                                                              | 240.000   |
| Neuseeland (RMNZ)            | 4× Platin                                                              | 120.000   |
| Österreich (IFPI)            | Gold                                                                   | 15.000    |
| Polen (ZPAV)                 | Platin                                                                 | 50.000    |
| Portugal (AFP)               | 2× Platin                                                              | 20.000    |
| Schweden (IFPI)              | Platin                                                                 | 80.000    |
| Spanien (Promusicae)         | Gold                                                                   | 30.000    |
| Vereinigte Staaten (RIAA)    | 2× Platin                                                              | 2.000.000 |
| Vereinigtes Königreich (BPI) | 2× Platin                                                              | 1.200.000 |
| Insgesamt                    | 5× Gold · 22× Platin · 1× Diamant ·                                    | 4.738.333 |

### Hello
| Land/Region                  | Auszeichnungen für Musikverkäufe (Land/Region, Auszeichnung, Verkäufe) | Verkäufe  |
| ---------------------------- | ---------------------------------------------------------------------- | --------- |
| Australien (ARIA)            | Gold                                                                   | 35.000    |
| Brasilien (PMB)              | Gold                                                                   | 20.000    |
| Deutschland (BVMI)           | Gold                                                                   | 200.000   |
| Frankreich (SNEP)            | Platin                                                                 | 200.000   |
| Griechenland (IFPI)          | Gold                                                                   | 10.000    |
| Italien (FIMI)               | Gold                                                                   | 35.000    |
| Kanada (MC)                  | 4× Platin                                                              | 320.000   |
| Polen (ZPAV)                 | Gold                                                                   | 25.000    |
| Portugal (AFP)               | Gold                                                                   | 5.000     |
| Vereinigte Staaten (RIAA)    | Platin                                                                 | 1.000.000 |
| Vereinigtes Königreich (BPI) | Gold                                                                   | 400.000   |
| Insgesamt                    | 8× Gold · 6× Platin ·                                                  | 2.250.000 |

### Sunshine
| Land/Region               | Auszeichnungen für Musikverkäufe (Land/Region, Auszeichnung, Verkäufe) | Verkäufe |
| ------------------------- | ---------------------------------------------------------------------- | -------- |
| Vereinigte Staaten (RIAA) | Gold                                                                   | 500.000  |
| Insgesamt                 | 1× Gold ·                                                              | 500.000  |

## Auszeichnungen nach Liedern

### Gatti
| Land/Region                  | Auszeichnungen für Musikverkäufe (Land/Region, Auszeichnung, Verkäufe) | Verkäufe  |
| ---------------------------- | ---------------------------------------------------------------------- | --------- |
| Dänemark (IFPI)              | Gold                                                                   | 45.000    |
| Frankreich (SNEP)            | Gold                                                                   | 100.000   |
| Griechenland (IFPI)          | Gold                                                                   | 10.000    |
| Italien (FIMI)               | Gold                                                                   | 50.000    |
| Polen (ZPAV)                 | Platin                                                                 | 50.000    |
| Vereinigte Staaten (RIAA)    | 2× Platin                                                              | 2.000.000 |
| Vereinigtes Königreich (BPI) | Silber                                                                 | 200.000   |
| Insgesamt                    | 1× Silber · 4× Gold · 3× Platin ·                                      | 2.455.000 |

### Gangstas
| Land/Region                  | Auszeichnungen für Musikverkäufe (Land/Region, Auszeichnung, Verkäufe) | Verkäufe |
| ---------------------------- | ---------------------------------------------------------------------- | -------- |
| Dänemark (IFPI)              | Gold                                                                   | 45.000   |
| Frankreich (SNEP)            | Gold                                                                   | 100.000  |
| Italien (FIMI)               | Gold                                                                   | 50.000   |
| Polen (ZPAV)                 | Gold                                                                   | 25.000   |
| Vereinigtes Königreich (BPI) | Silber                                                                 | 200.000  |
| Insgesamt                    | 1× Silber · 4× Gold ·                                                  | 420.000  |

### Element
| Land/Region                  | Auszeichnungen für Musikverkäufe (Land/Region, Auszeichnung, Verkäufe) | Verkäufe |
| ---------------------------- | ---------------------------------------------------------------------- | -------- |
| Dänemark (IFPI)              | Platin                                                                 | 90.000   |
| Frankreich (SNEP)            | Gold                                                                   | 100.000  |
| Griechenland (IFPI)          | Platin                                                                 | 20.000   |
| Italien (FIMI)               | Gold                                                                   | 50.000   |
| Polen (ZPAV)                 | Gold                                                                   | 25.000   |
| Portugal (AFP)               | Gold                                                                   | 5.000    |
| Vereinigtes Königreich (BPI) | Gold                                                                   | 400.000  |
| Insgesamt                    | 5× Gold · 2× Platin ·                                                  | 690.000  |

### Invincible
| Land/Region                  | Auszeichnungen für Musikverkäufe (Land/Region, Auszeichnung, Verkäufe) | Verkäufe  |
| ---------------------------- | ---------------------------------------------------------------------- | --------- |
| Brasilien (PMB)              | Gold                                                                   | 20.000    |
| Dänemark (IFPI)              | Platin                                                                 | 90.000    |
| Deutschland (BVMI)           | Gold                                                                   | 200.000   |
| Frankreich (SNEP)            | Platin                                                                 | 200.000   |
| Griechenland (IFPI)          | Gold                                                                   | 10.000    |
| Italien (FIMI)               | Gold                                                                   | 50.000    |
| Polen (ZPAV)                 | Platin                                                                 | 50.000    |
| Portugal (AFP)               | Gold                                                                   | 5.000     |
| Spanien (Promusicae)         | Gold                                                                   | 30.000    |
| Vereinigtes Königreich (BPI) | Gold                                                                   | 400.000   |
| Insgesamt                    | 7× Gold · 3× Platin ·                                                  | 1.055.000 |

### Get Back
| Land/Region                  | Auszeichnungen für Musikverkäufe (Land/Region, Auszeichnung, Verkäufe) | Verkäufe |
| ---------------------------- | ---------------------------------------------------------------------- | -------- |
| Dänemark (IFPI)              | Gold                                                                   | 45.000   |
| Frankreich (SNEP)            | Gold                                                                   | 100.000  |
| Polen (ZPAV)                 | Gold                                                                   | 25.000   |
| Vereinigtes Königreich (BPI) | Silber                                                                 | 200.000  |
| Insgesamt                    | 1× Silber · 3× Gold · × Platin ·                                       | 370.000  |

### Got It on Me
| Land/Region                  | Auszeichnungen für Musikverkäufe (Land/Region, Auszeichnung, Verkäufe) | Verkäufe  |
| ---------------------------- | ---------------------------------------------------------------------- | --------- |
| Australien (ARIA)            | Gold                                                                   | 35.000    |
| Brasilien (PMB)              | Gold                                                                   | 20.000    |
| Dänemark (IFPI)              | Platin                                                                 | 90.000    |
| Frankreich (SNEP)            | Gold                                                                   | 100.000   |
| Griechenland (IFPI)          | Gold                                                                   | 10.000    |
| Italien (FIMI)               | Gold                                                                   | 50.000    |
| Polen (ZPAV)                 | Gold                                                                   | 25.000    |
| Portugal (AFP)               | Gold                                                                   | 5.000     |
| Schweden (IFPI)              | Gold                                                                   | 40.000    |
| Vereinigte Staaten (RIAA)    | Platin                                                                 | 1.000.000 |
| Vereinigtes Königreich (BPI) | Gold                                                                   | 400.000   |
| Insgesamt                    | 9× Gold · 2× Platin ·                                                  | 1.775.000 |

### Something Special
| Land/Region                  | Auszeichnungen für Musikverkäufe (Land/Region, Auszeichnung, Verkäufe) | Verkäufe  |
| ---------------------------- | ---------------------------------------------------------------------- | --------- |
| Australien (ARIA)            | Gold                                                                   | 35.000    |
| Vereinigte Staaten (RIAA)    | Platin                                                                 | 1.000.000 |
| Vereinigtes Königreich (BPI) | Silber                                                                 | 200.000   |
| Insgesamt                    | 1× Silber · 1× Gold · 1× Platin ·                                      | 1.235.000 |

### Paranoia
| Land/Region     | Auszeichnungen für Musikverkäufe (Land/Region, Auszeichnung, Verkäufe) | Verkäufe |
| --------------- | ---------------------------------------------------------------------- | -------- |
| Brasilien (PMB) | Gold                                                                   | 20.000   |
| Dänemark (IFPI) | Gold                                                                   | 45.000   |
| Insgesamt       | 2× Gold ·                                                              | 65.000   |

### Show Out
| Land/Region                  | Auszeichnungen für Musikverkäufe (Land/Region, Auszeichnung, Verkäufe) | Verkäufe |
| ---------------------------- | ---------------------------------------------------------------------- | -------- |
| Vereinigtes Königreich (BPI) | Silber                                                                 | 200.000  |
| Insgesamt                    | 1× Silber ·                                                            | 200.000  |

### Clueless
| Land/Region               | Auszeichnungen für Musikverkäufe (Land/Region, Auszeichnung, Verkäufe) | Verkäufe |
| ------------------------- | ---------------------------------------------------------------------- | -------- |
| Vereinigte Staaten (RIAA) | Gold                                                                   | 500.000  |
| Insgesamt                 | 1× Gold ·                                                              | 500.000  |

### Woo Baby
| Land/Region                  | Auszeichnungen für Musikverkäufe (Land/Region, Auszeichnung, Verkäufe) | Verkäufe |
| ---------------------------- | ---------------------------------------------------------------------- | -------- |
| Vereinigtes Königreich (BPI) | Silber                                                                 | 200.000  |
| Insgesamt                    | 1× Silber ·                                                            | 200.000  |

## Statistik und Quellen
| Land/RegionAuszeichnungen für Musikverkäufe (Land/Region, Auszeichnungen, Verkäufe, Quellen) | Silber       | Gold       | Platin         | Diamant     | Verkäufe   | Quellen                 |
| -------------------------------------------------------------------------------------------- | ------------ | ---------- | -------------- | ----------- | ---------- | ----------------------- |
| Australien (ARIA)                                                                            | —            | 4× Gold4   | 9× Platin9     | —           | 770.000    | aria.com.au             |
| Belgien (BRMA)                                                                               | —            | 2× Gold2   | —              | —           | 25.000     | ultratop.be             |
| Brasilien (PMB)                                                                              | —            | 4× Gold4   | 6× Platin6     | Diamant1    | 460.000    | pro-musicabr.org.br BR2 |
| Dänemark (IFPI)                                                                              | —            | 5× Gold5   | 16× Platin16   | —           | 1.060.000  | ifpi.dk                 |
| Deutschland (BVMI)                                                                           | —            | 6× Gold6   | Platin1        | —           | 1.500.000  | musikindustrie.de       |
| Frankreich (SNEP)                                                                            | —            | 7× Gold7   | 7× Platin7     | 3× Diamant3 | 2.749.999  | snepmusique.com         |
| Griechenland (IFPI)                                                                          | —            | 7× Gold7   | 6× Platin6     | —           | 190.000    | Einzelnachweise         |
| Island (IFPI)                                                                                | —            | Gold1      | —              | —           | 2.500      | Einzelnachweise         |
| Italien (FIMI)                                                                               | —            | 9× Gold9   | 4× Platin4     | —           | 640.000    | fimi.it                 |
| Kanada (MC)                                                                                  | —            | 2× Gold2   | 11× Platin11   | —           | 960.000    | musiccanada.com         |
| Neuseeland (RMNZ)                                                                            | —            | 4× Gold4   | 18× Platin18   | —           | 472.500    | radioscope.co.nz NZ2    |
| Österreich (IFPI)                                                                            | —            | 3× Gold3   | —              | —           | 45.000     | ifpi.at                 |
| Polen (ZPAV)                                                                                 | —            | 9× Gold9   | 7× Platin7     | —           | 515.000    | olis.pl                 |
| Portugal (AFP)                                                                               | —            | 6× Gold6   | 10× Platin10   | —           | 127.000    | Einzelnachweise         |
| Schweden (IFPI)                                                                              | —            | 3× Gold3   | 5× Platin5     | —           | 445.000    | sverigetopplistan.se    |
| Spanien (Promusicae)                                                                         | —            | 5× Gold5   | —              | —           | 150.000    | elportaldemusica.es     |
| Vereinigte Staaten (RIAA)                                                                    | —            | 4× Gold4   | 27× Platin27   | —           | 29.000.000 | riaa.com                |
| Vereinigtes Königreich (BPI)                                                                 | 13× Silber13 | 6× Gold6   | 10× Platin10   | —           | 9.820.000  | bpi.co.uk               |
| Insgesamt                                                                                    | 13× Silber13 | 87× Gold87 | 137× Platin137 | 4× Diamant4 |            |                         |